# Littleton (Massachusetts)
Littleton ist eine Kleinstadt im Middlesex County des Bundesstaats Massachusetts in den Vereinigten Staaten. Das U.S. Census Bureau hat bei der Volkszählung 2020 eine Einwohnerzahl von 10.141 ermittelt. Die Siedlung ist Teil der Metropolregion Greater Boston.

## Geschichte
Die Stadt wurde 1686 von anglo-europäischen Siedlern besiedelt und wurde am 2. November 1715 durch einen Akt des Massachusetts General Court offiziell als Gemeinde gegründet. Sie war Teil der puritanischen und später kongregationalistischen Kultur und Religion von Neuengland.

## Demografie
Laut einer Schätzung von 2019 leben in Littleton 10.227 Menschen. Die Bevölkerung teilt sich im selben Jahr auf in 90,2 % Weiße, 0,6 % Afroamerikaner, 0,1 % amerikanische Ureinwohner, 5,9 % Asiaten und 2,8 % mit zwei oder mehr Ethnizitäten. Hispanics oder Latinos aller Ethnien machten 1,3 % der Bevölkerung aus. Das mittlere Haushaltseinkommen lag bei 123.413 US-Dollar und die Armutsquote bei 4,8 %.

## Söhne und Töchter der Stadt
- A. Lawrence Foster (1802–1877), Jurist und Politiker
- Harrison Reed (1813–1899), Politiker und Gouverneur von Florida
- Levi L. Conant (1857–1916), Mathematiker
- Margaret Harwood (1885–1979), Astronomin